# Penica
Penica is een geslacht van vlinders uit de familie mineermotten (Gracillariidae).
Het geslacht omvat één soort:
- Penica peritheta Walsingham, 1914